# 모트루스

모트루스(Mortrews, mortruys)는 중세 서유럽에서 대중적이었던 요리의 일종이다. 모트루스는 흰 살코기나 생선을 삶아 곤죽 상태로 만들고 빵가루, 삶아낸 국물, 달걀을 넣어 잘 섞은 다음, 그것을 다시 뻑뻑해질 때까지 끓이면 되는 간단한 요리로, 후추와 생강을 뿌려서 식탁에 냈다.
모트루스는 취향에 따라 다양한 형태로 만들 수 있는데, 수프처럼 묽게 만들어 먹거나 불에 오랫동안 졸여서 밀가루 반죽처럼 만들 수도 있다.